# Bematistes aganice
Bematistes aganice là một loài bướm ngày thuộc họ Nymphalidae. Loài này có ở miền nam và tây nam Châu Phi.
Sải cánh dài 60–65 mm đối với con đực và 70–75 mm đối với con cái. Con trưởng thành bay quanh năm, nhưng phổ biến hơn từ tháng 10/tháng 11 đến tháng 3.
Ấu trùng ăn Passiflora edulis, Passiflora incarnata, Passiflora caerulea và Adenia gummifera.

## Phụ loài
- Bematistes aganice aganice (Cape to KwaZulu-Natal, Transvaal, miền nam Mozambique, miền đông Zimbabwe)
- Bematistes aganice montana (Butler, 1888) (từ miền đông Kenya tới miền bắc Tanzania)
- Bematistes aganice nicega Suffert (miền nam Tanzania, miền nam Zaire (Shaba), đông bắc Zambia, miền bắc Malawi)
- Bematistes aganice nyassae Carpenter (miền nam Malawi)
- Bematistes aganice orientalis Ungemach (tây nam Ethiopia, miền nam Sudan, miền bắc Uganda)
- Bematistes aganice ugandae van Someren, 1936 (bờ bắc hồ Victoria)